# Scapigliatura

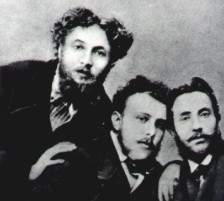
Emilio Praga, Carlo Dossi y Luigi Conconi.

La Scapigliatura fue un movimiento artístico y literario desarrollado en la Italia septentrional, que tuvo su epicentro en Milán y que luego se expandió instalándose en toda la península, sobre todo en los años sesenta, setenta y ochenta del siglo XIX. La palabra, que se impuso en el curso de los años cincuenta del siglo XIX por el uso que le dio el escritor Cletto Arrighi, es la libre traducción del término francés bohème (vida de gitanos), referido a la vida desordenada y anticonformista de los artistas parisinos descrita en la novela de Henri Murger Scènes de la vie de bohème (1847–1849).
Los scapigliati estaban animados por un espíritu de rebeldía contra la cultura tradicional y el buen sentido burgués. Uno de los primeros objetivos de su lucha fue lo moderado y superficial de la cultura oficial italiana, cuya estética principal era la del secondo romanticismo de Aleardi, Tommaseo y Prati. Se lanzaron tanto en contra del romanticismo italiano, al cual juzgaban lánguido y frívolo, como del provincialismo de la cultura del Risorgimento. Vieron de manera diferente la realidad, buscando localizar el nexo sutil que unía la realidad física a la psíquica. De aquí la fascinación que el tema de la enfermedad ejerció sobre su poética, a menudo reflejándose trágicamente sobre su vida que, como la de los bohémiennes franceses, fue generalmente breve.
La Scapigliatura, que no fue nunca una escuela o un movimiento organizado con una poética común precisamente expresada en manifiestos y escritos teóricos, tuvo el mérito de hacer surgir por vez primera en Italia el conflicto entre artista y sociedad, típico del romanticismo extranjero: el proceso de modernización post-unitario había llevado a los intelectuales italianos, sobre todo a los de tendencia humanista, a los márgenes de la sociedad y fue de este modo que entre los scapigliatos se difundió un sentimiento de rebeldía y desprecio radical a las normas morales y las convenciones corrientes que tuvo como consecuencia el surgimiento del mito de la vida disipada e irregular (el llamado malditismo).

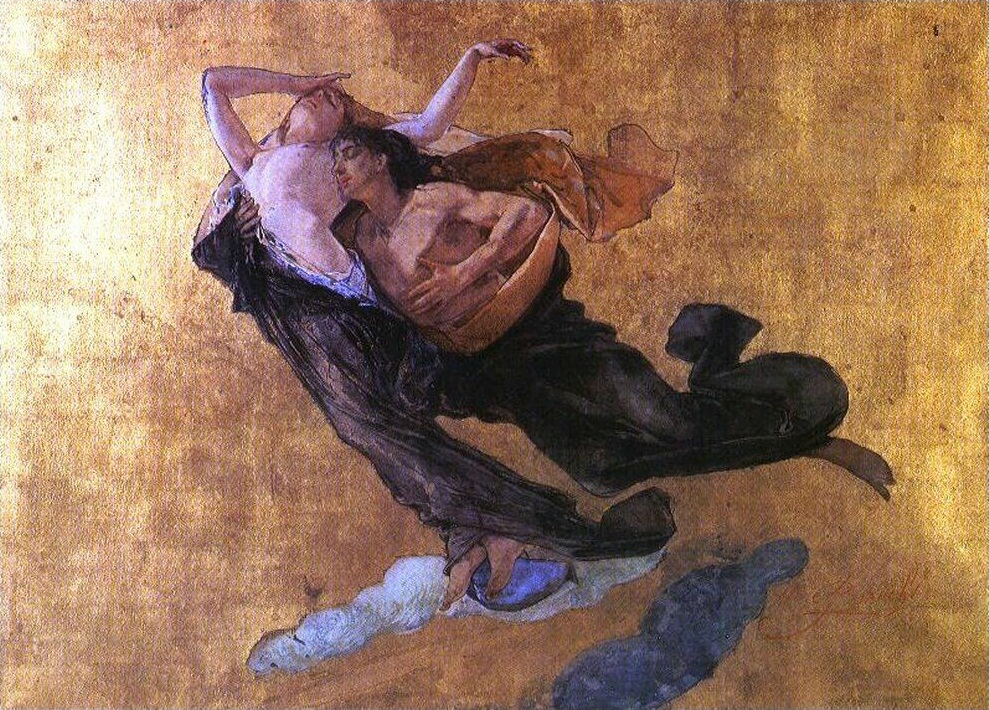
Paolo e Francesca (Mosè Bianchi, c. 1877. Galleria Civica d'Arte Moderna, Milán).

En los scapigliati se forma una suerte de conciencia dualística (una poesía de Arrigo Boito se titula justamente Dualismo) que subraya el fortísimo contraste entre el «ideal» que se querría alcanzar y la «verdad», la cruda realidad, descrita en modo objetivo y anatómico.
Se desarrolla así un movimiento que recuerda de este modo los modelos típicamente románticos alemanes de E.T.A. Hoffmann, Jean Paul, Heinrich Heine, pero sobre todo Charles Baudelaire.
El término scapigliatura-que literalmente podría traducirse por "desmelenamiento"- fue utilizado por primera vez por Cletto Arrighi (seudónimo anagramático de Carlo Righetti) en su novela La Scapigliatura e il 6 febbraio, de 1862, en cuya "introducción" define así el concepto:

En todas las grandes y ricas ciudades del mundo civilizado existe una cierta cantidad de individuos de ambos sexos, lo que se diría una cierta raza de gente -entre 20 y 35 años, no más-, casi siempre llenos de ingenio, más avanzados que su siglo, independientes como el águila de los Alpes, prestos para el bien tanto como para el mal, inquietos, preocupados, turbulentos, los cuales, por ciertas contradicciones terribles entre su condición y su estado -vale decir: entre lo que tienen en la cabeza y lo que tienen en los bolsillos- y por su manera excéntrica y desordenada de vivir (... ) merecen ser clasificados en una nueva y particular subdivisión de la gran familia civil, como aquellos que forman una casta sui generis distinta de todas las otras. Esta casta o clase (...), personificación del atolondramiento y de la locura, depósito del desorden, del espíritu de independencia y de oposición al orden establecido, a esta clase, repito, que tiene en Milán más que en cualquier otra parte una razón y una excusa para existir, yo, con una bella y pura palabra italiana, la he bautizado con precisión: la Scapigliatura milanesa.

Otros importantes exponentes del movimiento scapigliato fueron, en el campo literario, Vittorio Imbriani, Giovanni Camerana, Iginio Ugo Tarchetti, Carlo Dossi, Ferdinando Fontana, los hermanos Arrigo y Camillo Boito y Emilio Praga; en el campo artístico el escultor Giuseppe Grandi y los pintores Tranquillo Cremona, Mosè Bianchi, Daniele Ranzoni; en el campo de la música académica Arrigo Boito (que fue un célebre compositor y libretista), Alfredo Catalani y Amilcare Ponchielli. También Giacomo Puccini dio sus primeros pasos dentro del mundo de la Scapigliatura con dos libretos de Fontana, Le Villi y Edgar, y posteriormente componería la ópera La bohème.